# Prospekt Nauki

Logo des Verlages "Prospekt Nauki"

Prospekt Nauki (russisch Проспект Науки) ist ein russischer Verlag, welcher technische und wissenschaftliche Literatur sowie Nachschlagewerke und Lehrbücher für Wissenschaftler und Studenten publiziert. 
Der Verlagssitz befindet sich in Sankt Petersburg und ist vollständig in Privatbesitz. 
Seine Publikationen umfassen u. a. Themen wie Mikrobiologie, Biotechnologie, medizinische Technik, Life Sciences, Bauwesen und Umweltmanagement.

## Ursprung des Namens
Der Verlag bekam seinen Namen – dieser bedeutet „Straße der Wissenschaft“ im Russischen – von der in den 1960er Jahren in der Sowjetunion üblichen Praxis, Straßen nach Errungenschaften oder Zielen der Sowjetkultur zu benennen. Obwohl der Verlag nach dem Zerfall des Kommunismus gegründet worden ist, entschlossen sich die Gründer für diesen Namen, da diese Bezeichnung das Verlagsprogramm an wissenschaftlichen Büchern reflektiert.

## Bedeutung
Die Bücher des Verlages werden zur Nutzung an über 160 Universitäten allein in Russland empfohlen und darüber hinaus auch in der Ukraine, Belarus und Kasachstan genutzt.
Im Verlag „Prospekt Nauki“ werden ausschließlich Bücher von Spezialisten sowie von Professoren und Rektoren bekanntester russischer Universitäten und Akademien verlegt. 
Die Bücher werden hauptsächlich von Ausbildungsstätten, wissenschaftlichen und technischen Bibliotheken sowie von Betrieben, die auf den jeweiligen speziellen Gebieten tätig sind, für ihre Wissenschaftler erworben.